# Tapiamastax bicoloripes
Tapiamastax bicoloripes är en insektsart som beskrevs av Marius Descamps och Wintrebert 1965. Tapiamastax bicoloripes ingår i släktet Tapiamastax och familjen Euschmidtiidae. Inga underarter finns listade i Catalogue of Life.